# جنگ جانشینی شامپانی
جنگ جانشینی شامپانی (انگلیسی: War of the Succession of Champagne)، به سلسله نبردهایی گفته می‌شود که از سال ۱۲۱۶ تا ۱۲۲۲ میان نجبای شامپانی و همسایگان آن کنت‌نشین رخ داد که در نهایت تئوبالد چهارم به مقام کنت‌نشین شامپانی رسید.